# C/1891 F1 Barnard-Denning
C/1891 F1 (Barnard-Denning) è una cometa non periodica. Fu scoperta il 29 marzo 1891 da Edward Emerson Barnard e poco meno di diciotto ore dopo anche da William Frederick Denning, il 30 marzo 1891.

## Caratteristiche orbitali
La cometa percorre un'orbita retrograda. La cometa ha una piccola MOID con il pianeta Mercurio.